# Krüger
Krüger A/S, rådgivende ingeniørvirksomhed. Selskabet har hovedkontor i Søborg. Selskabet blev grundlagt i 1903 og har siden da leveret teknologier, anlæg og ikke mindst viden om rensning af al slags vand. Krüger er i dag en internationalt orienteret dansk virksomhed, der fokuserer på at levere tekniske, helhedsorienterede og miljøbæredygtige løsninger inden for vand og spildevand til industrier og offentlige myndigheder.

## Milepæle
De følgende milepæle har firmaet selv udledt i deres jubilæumsskrift 1903-2003, 100 år med Krüger.
| 1903 | I. Krüger blev grundlagt 6. januar 1903                                          |
| 1914 | Introducerede den Aktiverede slamproces i Danmark                                |
| 1927 | Omdannet til et aktieselskab                                                     |
| 1935 | Opfører Danmarks første anlæg med opvarmede slamrådnetanke                       |
| 1938 | En af Danmarks førende leverandører af pumper til vandværker og spildevandsanlæg |
| 1946 | Får sin hidtil største ordre på et renseanlæg i Sverige                          |
| 1960 | Ringkanaler bliver introduceret på det danske marked                             |
| 1962 | Krüger A/S er nu 100% ejet af Danisco                                            |
| 1965 | Arbejdet med Københavns største renseanlæg begynder                              |
| 1980 | Cameroun bliver et af Krügers største markeder internationalt                    |
| 1984 | Krüger fusionerer med Akvadan A/S med Krüger som det fortsættende selskab        |
| 2000 | Et 100% ejet datterselskab i Vivendi Water                                       |
| 2003 | Krüger er med stor succes ansvarlig for Vivendi Water Systems Nordic Region      |

## Historie
Sammen med partnerne Kampsax og Kommunekemi oprettes virksomheden Chemcontrol i 1979.
I foråret 1992 vinder Krüger, sammen med Chemcontrol og Enviroplan, en kontrakt med den malayisike regering på at levere et anlæg svarende til Kommunekemi, til behandling af farligt affald fra hele halvøen. Kontrakten har en værdi af 500 millioner danske kroner og er bl.a. finansieret igennem Investeringsfonden for Udviklingslande. Anlægget indvies i 1998.
Den 7. december 1992 sker der en eksplosion i et vådoxidations-anlæg ved Stigsnæs Industrimiljø i Skælskør. Anlægget er projekteret af Krüger, sammen med datterselskabet Chemcontrol. Ulykken sker under en prøvekørsel og efter hændelsen hæver Stigsnæs Industrimiljø aftalen.
Ole Rendbæk tiltræder som direktør i 1993
Svømmestævnet Christiansborg Rundt udvides fra 2010 med Krüger stafetten, hvor der skal svømmes 4x500 meter i kanalerne omkring Christiansborg. Krügers sponsorat ligger i forlængelse af firmaets samarbejde om at skabe rent vand i Københavns Havn.